# ゾエ・カサヴェテス
ゾエ・カサヴェテス（Zoe Cassavetes、1970年6月29日 - ）は、アメリカ合衆国の映画監督、脚本家である。

## 経歴
カリフォルニア州ロサンゼルス出身。俳優・監督であるジョン・カサヴェテスと女優のジーナ・ローランズの次女。
1990年代にコメディ・セントラルで放映された『Hi Octane』では、友人ソフィア・コッポラと共同司会を務めた。2000年に短編映画『Men Make Women Crazy Theory』を監督したほか、コマーシャルやミュージック・ビデオを手掛けたのち、2007年、パーカー・ポージーとメルヴィル・プポーを主演に迎えて、初長編映画『ブロークン・イングリッシュ』を監督する。

## フィルモグラフィー

### 長編映画
- ブロークン・イングリッシュ Broken English （2007年） - 監督・脚本
- Day Out of Days （2015年） - 監督・脚本

### 短編映画
- Men Make Women Crazy Theory （2000年） - 監督
- パウダールーム The Powder Room （2011年） - 監督